# Crvljevine
Crvljevine (cyr. Црвљевине) – wieś w Czarnogórze, w gminie Berane. W 2011 roku liczyła 60 mieszkańców.